# 尾関岩吉
尾関 岩吉（おぜき いわきち、生没年不詳）は明治時代の東京の地本問屋である。

## 来歴
深川屋と号す。明治時代に日本橋区若松町15において地本問屋を営業している。小国政、楊斎延一の錦絵を出版している。

## 作品
- 小国政 「朝鮮事件日清大激戦之図」 大判3枚続 明治27年（1894年）
- 小国政 「朝鮮京城戦闘之図」 大判3枚続 明治27年
- 小国政 「清国軍艦沈没之図」 大判3枚続 明治27年
- 楊斎延一 「大元帥陛下広島大本営御発輦之図」 大判3枚続 明治27年